# 山田卓生
山田 卓生（やまだ たかお、1937年4月12日 - 2013年10月25日）は、日本の法学者。専門は民法・法社会学。横浜国立大学名誉教授。弁護士。来栖三郎門下。

## 来歴
愛知県名古屋市出身。1956年愛知県立瑞陵高等学校卒業。1960年東京大学法学部卒業。東京大学大学院法学政治学研究科修士課程修了。ハーバード・ロー・スクール修了（LLM）。中央大学教授、横浜国立大学教授、日本大学法学部教授、日本大学大学院法務研究科教授、あさひ法律事務所顧問を歴任。司法試験考査委員（1991～1996年）のほか、自由人権協会代表理事（1990～2011年）、日本交通法学会理事長（2006～2013年）、日本法律家協会理事（2007～2013年）等を勤めた。2001年藍綬褒章受章、2007年旭日中綬章受章。1999年に弁護士登録（第二東京弁護士会） 。2013年10月25日逝去。

## 主張
- 選択的夫婦別姓制度について、1984年に、「氏不変の原則と自己決定権から『別姓を原則として改姓したいものは改姓してもよいとする方がよりスッキリすると思われる」と述べている[4]。

## 著書
- 『山田卓生著作選集（第1巻）　法律学・法社会学・比較法』（信山社、2010年）
- 『山田卓生著作選集（第2巻）　民法財産法』（信山社、2010年）
- 『山田卓生著作選集（第3巻）　損害賠償法』（信山社、2010年）
- 『山田卓生著作選集（第4巻）　医事法　生命倫理』（信山社、2010年）
- 『歩いて来た道』（信山社、2008年）
- 『有斐閣Sシリーズ 民法I総則〔第二版補訂二版〕』（有斐閣、2004年）共著
- 『分析と展開・民法II〔第四版〕』（弘文堂、2003年）共著
- 『分析と展開・民法I〔第二版増補版〕』（弘文堂、2000年）共著
- 『法律難語類語辞典〔新版〕』（有斐閣、1998）共編
- 『民法講義ノート（3）担保物権法〔第二版〕』（有斐閣、1995年）共著
- 『日常生活のなかの法・続』（日本評論社、1992年）
- 『エイズに学ぶ』（日本評論社、1991年）共編
- 『日常生活のなかの法・正』（日本評論社、1990年）
- 『私事と自己決定』（日本評論社、1987年）